# سلطة معكرونة
سلطة المعكرونة هي نوع من السلطات المحضّرة من المعكرونة، تُقدّم باردة، مصنوعة من معكرونة الإلبو المطهوة وعادة ما تُحضر بالمايونيز، مثل سلطة البطاطا أو الكولسلو في، غالبًا ما تُقدّم كطبق جانبي مع الشواء، أو الدجاج المقلي، أو أطباق أخرى تناسب النزهات. مثل أي طبق آخر، توجد العديد من الاختلافات الوطنية والإقليمية في تحضيرها، لكن بشكل عام يتم تحضيرها مع بصل مفروم خام، مخللات الشبت أو المخللات الحلوة، وكرفس، وتُتبل بالملح والفلفل.

## حسب كل دولة

### أستراليا ونيوزلندا
في أستراليا ونيوزيلندا، يُعرف عادةً بسلطة المعكرونة، والتي تُصنع عادةً من قطع معكرونة صدفية مطهوة وتُشترى من محلات السوبر ماركت.

### الفلبين
في الفلبين تُعتبر سلطة المعكرونة حلوى أو مقبلات بنكهة حلوة خفيفة، لا تستخدم البصل أو الفلفل أو الكرفس، عادةً ما تُستخدم الجيلي المحلي المُحلى، والجبن، وكذلك الفواكه المختلفة، وذلك على عكس سلطات المعكرونة الغربية، يتم تناولها عادةً خلال العطلات مثل عيد الميلاد ورأس السنة الجديدة، بالإضافة إلى الحفلات والتجمعات. أحد الأنواع الشائعة يُضاف لها الدجاج المبشور ويُعرف بسلطة الدجاج أو سلطة المعكرونة بالدجاج.

### الولايات المتحدة
في الولايات المتحدة تم وصف سلطة المعكرونة بأنها أساسية في محلات الوجبات الجاهزة، في هاواي، تعتبر سلطة المعكرونة عنصرًا شائعًا في وجبات الغداء على الأطباق، وعادة ما تُصنع من البصل المبشور والمعكرونة المطهوة حتى تصبح لينة جدًا، في بورتو ريكو، قد تحتوي سلطة المعكرونة على المايونيز، الخردل، التونة المعلبة أو قطع من سبام، البصل، فلفل الكوبانيلا والفلفل الحلو.